# Bernhard-Adelung-Schule
Die Bernhard-Adelung-Schule (BAS) ist eine Gesamtschule (ehemals Realschule) in Darmstadt. Die Schule wurde nach dem Politiker Bernhard Adelung benannt.

## Architektur und Geschichte
Das viergeschossige Schulgebäude mit Satteldach wurde im Stil der Nachkriegsmoderne errichtet.
Die Schule wurde im Jahr 1963 fertiggestellt; sie war die erste Schule in Darmstadt, die in Fertigbauweise errichtet wurde.
Bemerkenswert sind die Mosaiken im Eingangsbereich der Schule.

## Denkmalschutz
Die Bernhard-Adelung-Schule steht seit dem Jahr 2015, als typisches Beispiel der Architektur der 1960er Jahre in Darmstadt, unter Denkmalschutz.

## Besonderheiten
Die Bernhard-Adelung-Schule weist folgende Besonderheiten auf:
- Offenes Modell: Alle Abschlüsse bis zur Versetzung in die gymnasiale Oberstufe
- neue Lernkonzepte: selbständiges Lernen
- Fremdsprachen: Englisch, Französisch und Spanisch
- Arbeitslehre: Berufsvorbereitung, Praktika und Werkstätten
- familienfreundliche Schule: Nachmittagsprogramm und Ganztagsklasse
- Schulsozialarbeit: Projekte, Integration und Sozialkompetenz
- Schulverbund: Bertolt-Brecht-Schule (Darmstadt) und Berufliche Schulen